# وظیفه (فیلم ۱۹۷۹)
وظیفه (به هندی: Kartavya) یا تعهد فیلمی محصول سال ۱۹۷۹ و به کارگردانی موهان سهگال است. در این فیلم بازیگرانی همچون درمندرا، وینود مهرا، ریکا، اوتپال دوت، آریونا ایرانی، رانجیت، نیروپا روی، سورش اوبروی ایفای نقش کرده‌اند.